# Tir als Jocs Olímpics d'estiu de 1896 – Pistola ràpida, 25 metres homes
La prova de pistola ràpida a 25 metres va ser una de les cinc del programa de tir als Jocs Olímpics d'Atenes de 1896. Amb els germans John i Sumner Paine desqualificats per emprar armes amb un calibre superior al màxim permès, que era de .45, sols quatre tiradors van disputar-la. Tres països foren representats. Cada tirador disparà 5 rondes de 6 trets, a un blanc situat a 25 metres de distància. La prova va tenir lloc l'11 d'abril i fou encapçalada pels dos tiradors grecs, mentre Nielsen acabà tercer i Merlin no finalitzà.

## Medallistes
| Or                 | Plata              | Bronze         |
| Ioannis Frangoudis | Georgios Orfanidis | Holger Nielsen |

## Resultats
| Posició | Esportista         | País       | Puntuació    | Encerts      |
| ------- | ------------------ | ---------- | ------------ | ------------ |
| Or      | Ioannis Frangoudis | Grècia     | 344          | 23           |
| Argent  | Georgios Orfanidis | Grècia     | 249          | 20           |
| Bronze  | Holger Nielsen     | Dinamarca  | desconegut   | desconegut   |
| 4       | Sidney Merlin      | Regne Unit | No finalitza | No finalitza |